# Mooie Keetje

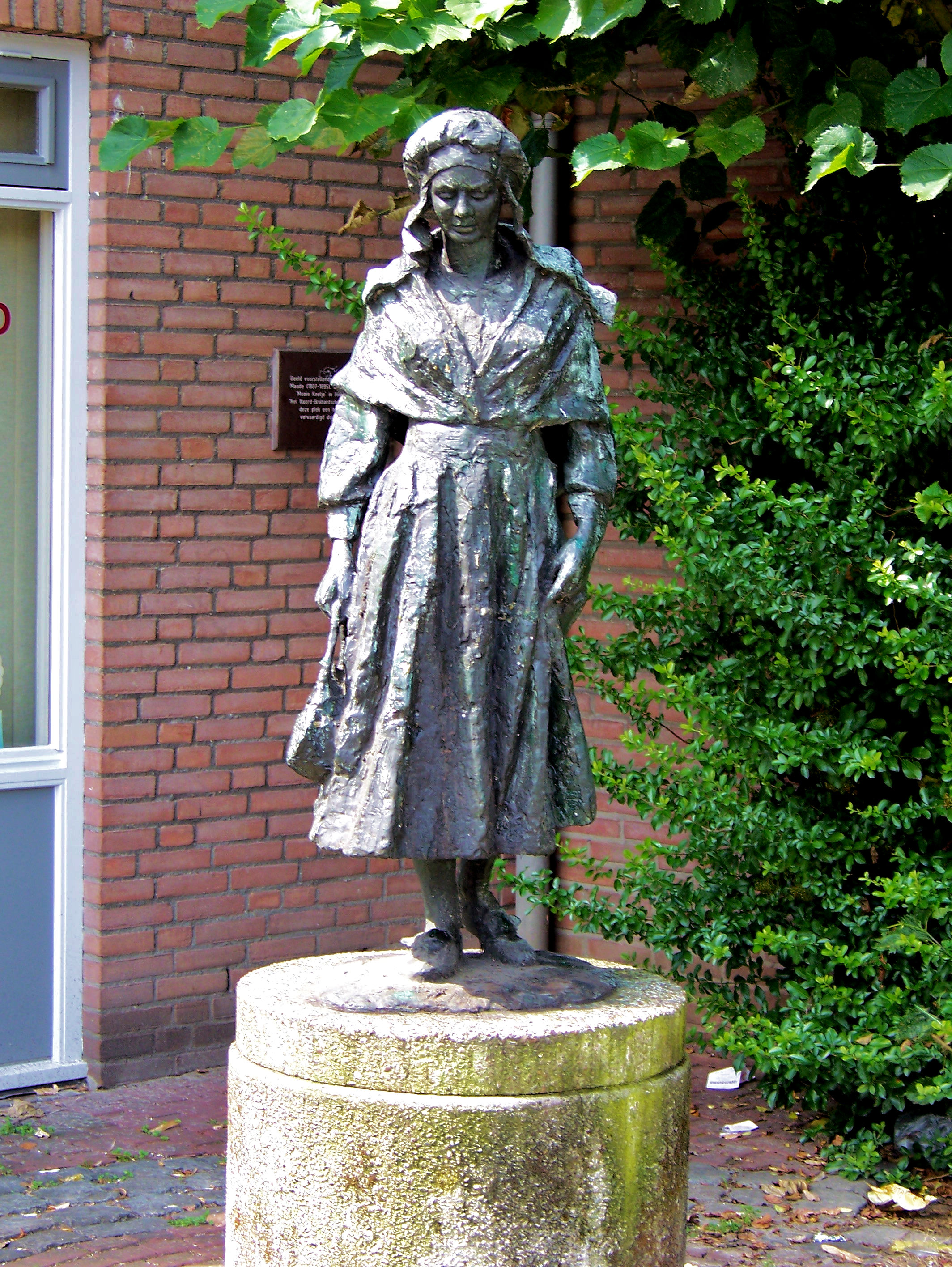
Standbeeld van Mooie Keetje, ongeveer op de plek waar eens haar herberg stond.

Anna Cornelia van der Maade (gedoopt in Oosterhout, 24 mei 1807 - aldaar, 17 mei 1895), beter bekend als Mooie Keetje, was herbergierster en een bekend volksfiguur in Oosterhout. Zij komt voor in het boek Camera Obscura van Hildebrand. Volgens de overlevering stond zij algemeen bekend als een uitzonderlijk mooie vrouw. 
Keetje was een dochter van een herbergiersechtpaar uit Oosterhout. Dit koppel runde het etablissement Van Gendt en Loos in de Brabantse stad. Keetje nam dat in 1830 over. Waarschijnlijk heeft Hildebrand haar leren kennen toen hij vanwege de Belgische opstand in 1832 enkele maanden was gelegerd in Oosterhout. In 1839 is hij er teruggekeerd en dan schrijft hij over haar: 
"Keetje, het fijnst besneden bekje van alle Noord-Brabantsche meisjes, die ik gezien heb. En dan die groote blauwe oogen, met dien doordringende opslag. Als zij lacht ontbloot zich een rij van gelijke tanden, die ooit tussen rozeroode lippen hebben uitgeschenen."
De schrijver en Keetje hielden contact met elkaar tot op hoge leeftijd. Niet alleen Hildebrand, maar ook vele anderen vielen voor haar schoonheid, haar goede karakter en haar humor. Dat heeft haar geen windeieren gelegd; de gelagkamer van haar herberg zou altijd afgeladen zijn geweest. Volgens sommige verhalen zou Keetje een verhouding hebben gehad met zowel koning Willem II als met diens zoon Willem III. Feit is dat zij van die laatste in 1870 een gouden ketting cadeau kreeg.
Keetje zou tot op hoge leeftijd haar schoonheid hebben behouden. Toch is ze nooit getrouwd. In 1885 verkocht ze haar herberg. Een decennium later overleed ze in een gasthuis in haar geboorteplaats.

## In populaire cultuur
- In Oosterhout heeft jarenlang een restaurant met als naam 'Mooie Keetje' bestaan.